# Sweet Shanghai Devil
Sweet Shanghai Devil è il secondo album in studio del gruppo musicale norvegese Shining, pubblicato nel 2003 dalla Jazzland Recordings.

## Tracce
Musiche di Jørgen Munkeby, eccetto dove indicato.
1. Firewalker – 2:41
2. Where Do You Go Christmas Eve? – 5:28
3. Jonathan Livingston Seagull – 4:53
4. Sink – 5:49 (musica: Morten Qvenild)
5. Shanghai Devil – 3:52
6. Misery's Child – 5:38
7. Cellofan Eyes – 5:56
8. Herbert West-Reanimator/After the Rain – 9:17 (musica: John Coltrane)

## Formazione
Gruppo
- Jørgen Munkeby – sassofono tenore, flauto
- Torstein Lofthus – batteria
- Morten Qvenild – pianoforte
- Aslak Hartberg – basso acustico

Produzione
- Bugge Wesseltoft – produzione esecutiva
- Sten Nilsen – produzione esecutiva
- Morten Qvenild – registrazione
- Even Ormestad – registrazione
- Helge Sten – missaggio, mastering, effetti sonori